# 诺埃·帕马罗
诺埃·帕马罗（Noé Pamarot，1979年4月14日—）是一名法國足球運動員，現時效力西甲球會靴高斯，擔任右後衛。

## 生平
彭馬洛早年效力法甲中下游球會尼斯，曾於1999年獲外借到英國的樸茨茅夫。而樸茨茅夫當時還處低組別聯賽。
2004年夏季加盟英超中下游球會熱刺。效力首季就上陣23場英超聯賽。惟在4月一場對伯明翰的比賽中受傷，此後上陣時間大減。而在之前彭馬洛曾取得一個入球。
2006年1月彭馬洛被樸茨茅夫以七百五十萬英鎊收購。其間作為右閘的他，曾取得過三個入球。在2008年英格蘭足總盃，彭馬洛曾隨隊打入決賽，贏得足總盃冠軍，打破了樸茨茅夫數十年來的獎項荒。
彭馬洛於2009年約滿樸茨茅夫後被棄用，其後加盟西乙球會靴格拉斯（Hércules），簽約效力兩年。

## 榮譽
樸茨茅夫
- 英格蘭足總盃：2008年

## 外部連結
- BBC profile（页面存档备份，存于）
- 足球数据库：彭馬洛的球员统计数据